# Trojanischer Krieg
Der Trojanische Krieg ist ein zentrales Ereignis der griechischen und der römischen Mythologie. Homers Ilias schildert entscheidende Kriegsszenen während der Belagerung der Stadt Troja (Ilion) durch das Heer der Griechen, die in der Ilias meist Achaier, seltener Danaer oder Argiver genannt werden. Dabei wird insgesamt allerdings nur von 51 Tagen der zehnjährigen Belagerung berichtet. Andere Ereignisse sind durch andere Epen innerhalb des sogenannten epischen Zyklus überliefert.
Mythischer Auslöser des Trojanischen Krieges war die Entführung der Helena, der Ehefrau des Menelaos, durch Paris, den Sohn des trojanischen Königs Priamos (siehe Abschnitt Das Urteil des Paris). Daraufhin zogen die vereinten Griechen gegen Troja, um sich zu rächen. Trotz zehnjähriger Belagerung gelang es jedoch nicht, die stark befestigte Stadt zu erobern. Auf Rat des Odysseus bauten die Griechen endlich ein großes hölzernes Pferd, in dem sich die tapfersten Krieger versteckten, und täuschten die Abfahrt ihrer Schiffe vor. Die Trojaner holten entgegen den Warnungen der Kassandra und des Priesters Laokoon das Pferd in die Stadt. In der Nacht kletterten die Griechen aus ihrem Versteck, öffneten die Tore und konnten so die Trojaner überwältigen. Aus dieser Begebenheit heraus entstand der bis heute gängige Begriff des Trojanischen Pferdes. In einer anderen Version heißt es, dass die Griechen das Pferd so groß gebaut hatten, dass es nicht durch Trojas Tore gepasst hätte. So hätten dann die Trojaner die eigenen Mauern eingerissen, um das hölzerne Pferd in die Stadt zu holen.

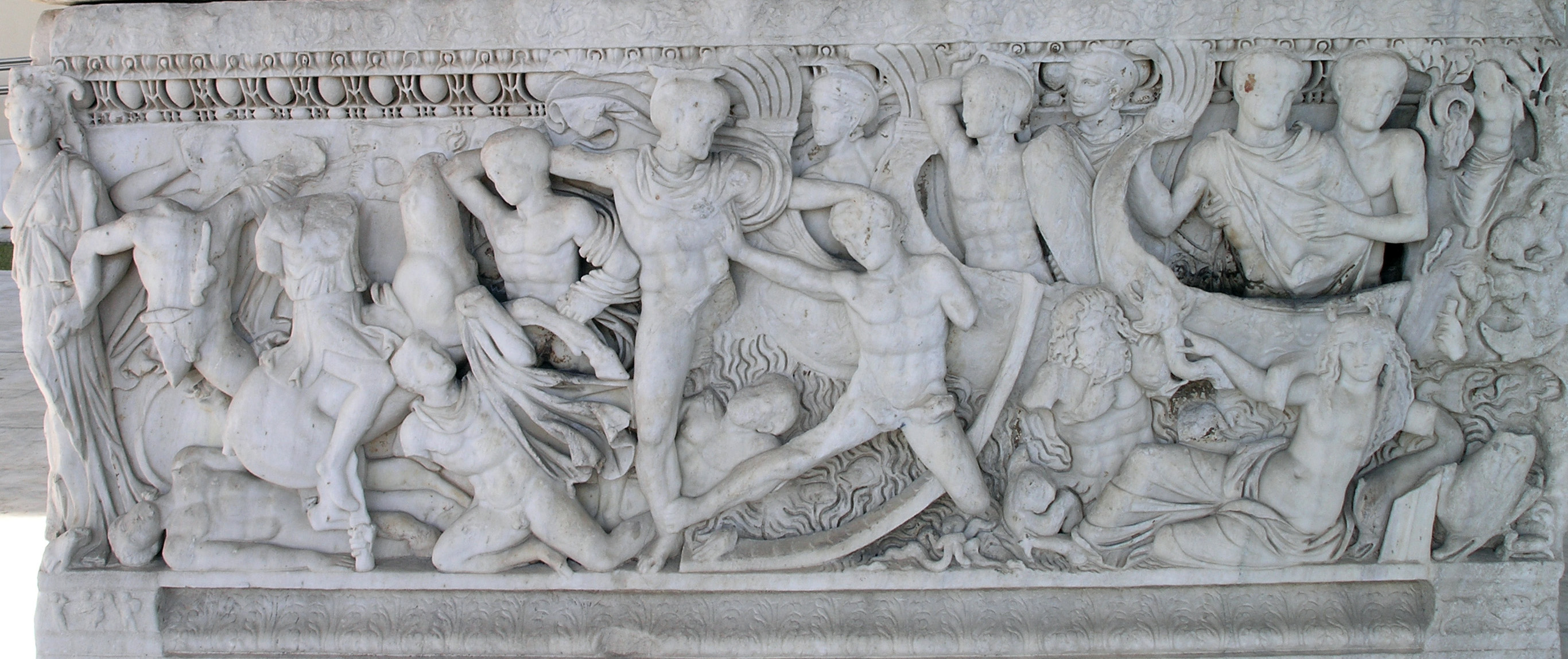
Kampf bei den Schiffen vor Troja, Attischer Sarkophag, Archäologisches Museum von Thessaloniki, zweites Viertel des 3. Jahrhunderts

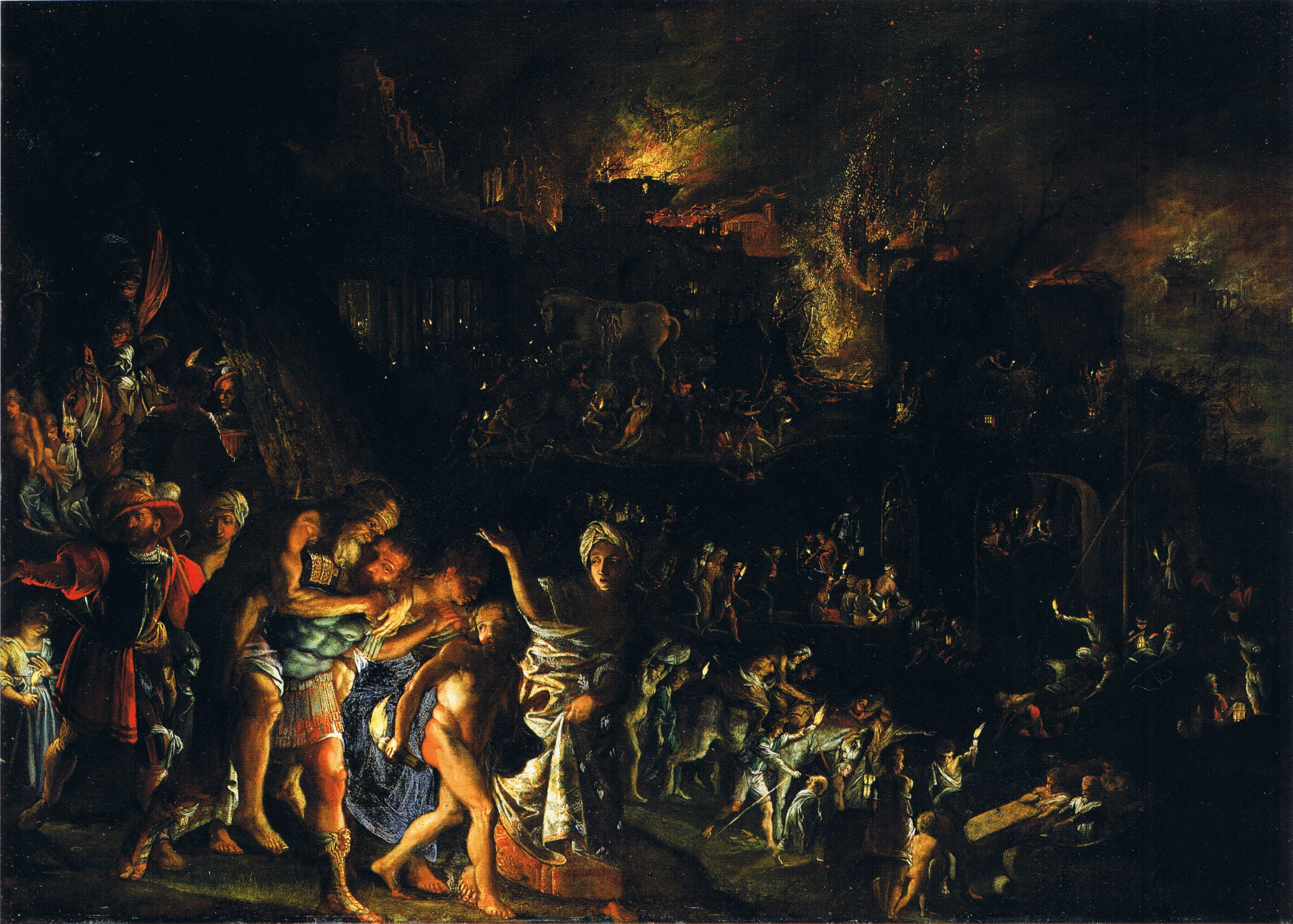
Der Brand Trojas (Adam Elsheimer ca. 1600)

## Historizität des Trojanischen Krieges
In der Antike wurde die Ilias als authentischer Bericht eines historischen Ereignisses verstanden. Der Fall Trojas wurde von antiken Autoren zwischen 1334 und 1135 v. Chr. datiert, wobei sich die meisten Datierungen in einem Zeitraum vom Ende des 13. Jahrhunderts bis zum frühen 12. Jahrhundert v. Chr. bewegen. In der heutigen Forschung wird der Trojanische Krieg, sofern man ihn für nicht fiktiv hält, zumeist in das 13. oder 12. Jahrhundert v. Chr. datiert. Die Stadt Troja lag den Angaben in der Ilias zufolge bei den Dardanellen. Heinrich Schliemann begann 1871 mit Ausgrabungen am Hügel Hisarlık Tepe im Nordwesten der heutigen Türkei und identifizierte die dort von ihm gefundenen Ruinen als das von Homer beschriebene Troja. Die Historizität des Trojanischen Krieges, also die Frage danach, ob er tatsächlich stattfand, wenigstens einen historischen Kern hatte oder eine rein fiktive Erzählung ist, ist in der Forschung sehr umstritten und war auch Gegenstand der Tübinger Troja-Debatte.

## Datierung des Krieges
Da es sich beim Trojanischen Krieg um ein bedeutendes, relativ spätes Ereignis der griechischen Mythologie handelt, gab es schon in der Antike Versuche, den Krieg zu datieren. Gewöhnlich basierten diese Ansätze auf Genealogien von Königen. So gibt Ephoros 1135 v. Chr., Sosibios 1172 v. Chr., Eratosthenes 1184 bzw. 1183 v. Chr., Timaios 1193 v. Chr., die Parische Chronik 1209/1208 v. Chr., Dikaiarchos 1212 v. Chr., Herodot um 1230 v. Chr., Eretes 1291 v. Chr. und Duris 1334 v. Chr. für das Ende des Krieges an. Ephoros nennt als exakten Tag den 23./24. Thargelion und Hellanikos den 12. Thargelion, wogegen andere auf den 23. Skirophorion oder 23. Pyanepsion datieren.
Homer beschreibt eine Zerstörung Trojas einige Zeit vor dem Krieg durch ein Erdbeben. Einige Forscher identifizieren dieses Ereignis mit dem Ende von Troja VIh, das nach den Untersuchungen von Carl Blegen um 1300 v. Chr. durch ein Erdbeben zerstört wurde. Der Nachfolger Troja VIIa ist nach den bisherigen Erkenntnissen eine etwas ärmere Stadt gewesen und wurde vermutlich um die Mitte des 12. Jahrhunderts v. Chr. durch ein Feuer zerstört. Die genaue Datierung ist jedoch strittig. Die Keramikfunde deuten stark darauf hin, dass die Zerstörung nicht vor ca. 1180 v. Chr. geschah.

## Mythos des Trojanischen Krieges
Neben Homers Ilias und Odyssee finden sich weitere antike Quellen, die Homers Darstellung ergänzen. Unter ihnen hervorzuheben sind der epische Zyklus, der die Vor- und Nachgeschichten des Trojanischen Krieges enthält, die Aeneis des Vergil sowie die beiden spätlateinischen Berichterstatter Dictys Cretensis mit seiner Ephemeris belli Trojani (4. Jahrhundert) und Dares Phrygius mit seinen Acta diurna belli Trojani (5. Jahrhundert). Vom Mittelalter bis zu Shakespeare waren die drei letzteren Texte das Fundament aller literarischen Bearbeitungen des Trojanischen Krieges. Selbst Goethe griff in seinem Plan für eine Achilleis noch darauf zurück.

### Vorgeschichte

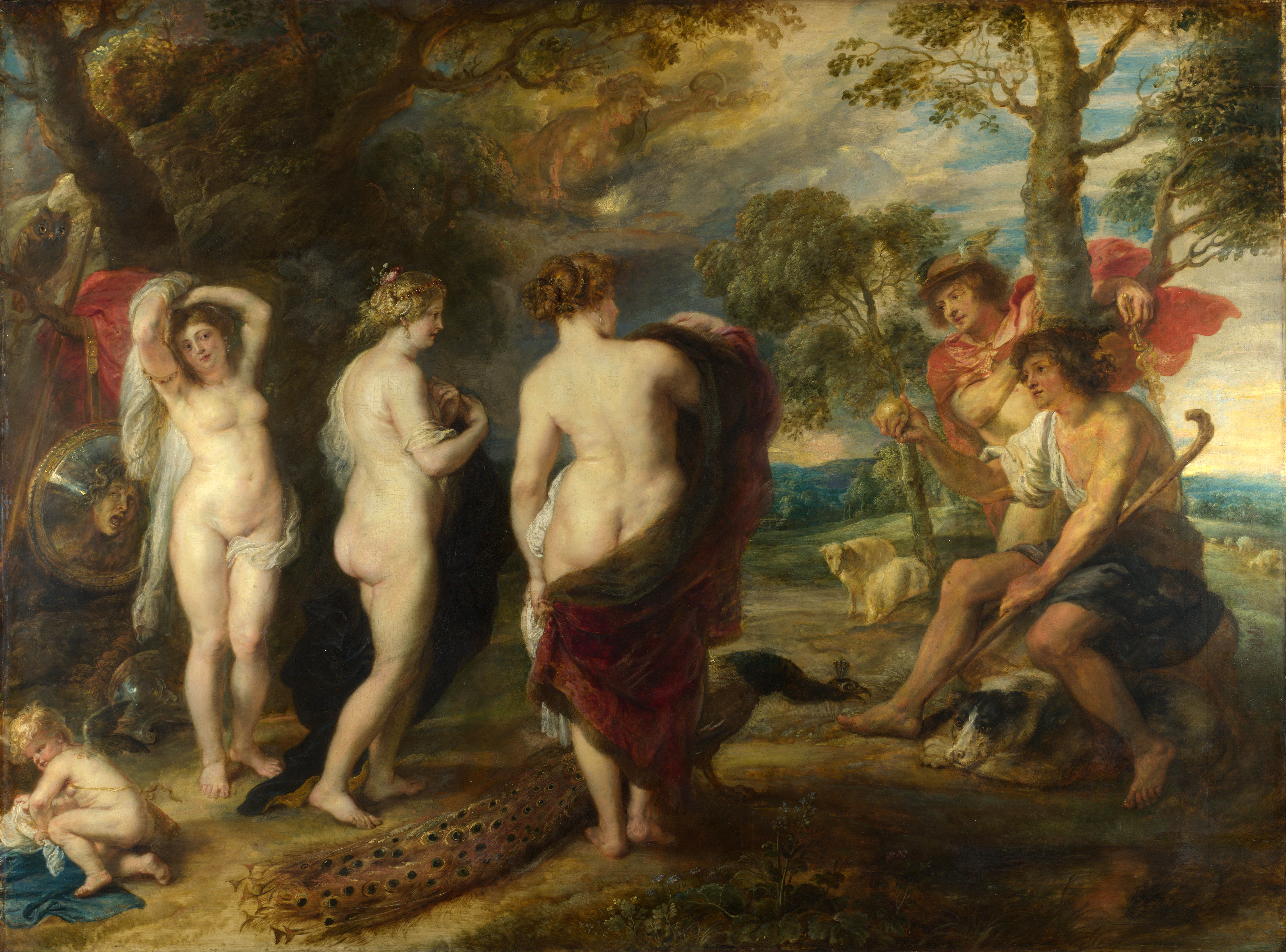
Das Urteil des Paris (Peter Paul Rubens)

Aphrodite lenkt die Entführung Helenas durch Paris (Francesco Primaticcio, 1530/39)

Die Vorphase des Trojanischen Kriegs bis zu den ersten Kampfhandlungen wurde im nicht erhaltenen Epos Kypria erzählt.

#### Das Urteil des Paris
Die Göttinnen Hera, Athene und Aphrodite waren zusammen mit den übrigen olympischen Göttern zur Hochzeit des sterblichen Helden Peleus mit der Göttin Thetis (den Eltern von Achilleus) eingeladen. Eris, die Göttin der Zwietracht, war als einzige Göttin nicht eingeladen. Sie warf daraufhin einen goldenen Apfel mit der Inschrift καλλίστῃ („für die Schönste“) in die Runde und löste damit einen Streit zwischen Hera, Athene und Aphrodite aus, weil jede der Göttinnen den Apfel für sich beanspruchte. Die drei baten Zeus, zu entscheiden, welche von ihnen die Schönste sei. Dieser wollte es jedoch klugerweise vermeiden, sich diese Wahl aufzubürden, da Aphrodite und Athene seine Töchter und Hera seine Ehefrau und Schwester waren. Also ließ er Hermes kommen und trug ihm auf, die Göttinnen zu Paris, dem schönen, wenngleich verstoßenen Königssohn Trojas zu bringen, damit dieser entscheide.
Alle drei Göttinnen versuchten Paris’ Gunst durch Bestechung zu erlangen: Hera versprach politische Macht und Dominanz in Asien, Athene Weisheit und Kriegskunst. Aphrodite jedoch las Paris’ Wünsche am klarsten, indem sie ihm die schönste Frau auf Erden versprach, nämlich Helena. Diese war allerdings bereits die Frau des Königs Menelaos von Sparta. Schließlich sprach Paris den Apfel der Aphrodite zu, womit er sich den Zorn der anderen beiden Göttinnen zuzog. Diese versuchten nun, ihm zu schaden, wo sie konnten.
Bei dem nüchternen und um Skepsis und Entmythologisierung bemühten Dares reduziert sich das „Urteil des Paris“ auf einen motivierenden Traum desselben.

#### Die Flucht von Paris und Helena
Bevor Helena die Gattin des Menelaos geworden war, hatten viele der Griechenkönige um sie geworben. Um nach der Wahl ihres Bräutigams den Frieden in Griechenland zu erhalten, hatte Odysseus dazu geraten, dass alle Bewerber einen Eid ablegen sollten, Helenas Wahl anzuerkennen und die Ehe Helenas zu verteidigen. Als Paris nun Helena traf, erfüllte Aphrodite ihr Versprechen und sorgte dafür, dass Helena sich in Paris verliebte. Beide flohen gemeinsam nach Troja. Die unter den Griechen von Menelaos aufgerufenen Eidpflichtigen zogen nun unter dem Heerführer Agamemnon, seinem Bruder und – u. a. gemäß der Ilias – König von Mykene, gegen Troja, sehr zur Freude von Hera und Athene.
In manchen Versionen, etwa bei Stesichoros und später Euripides, kommt Helena jedoch nie in Troja an. Die Götter, in Varianten auch Hera allein, schaffen ein Trugbild der Helena, das vom ahnungslosen Paris nach Troja gebracht wird. Während des gesamten Krieges befindet sich lediglich dieses göttliche Phantom in Troja. Helena selbst landete in Ägypten. Dort wurde sie nach dem Krieg von Menelaos gefunden und kehrte mit ihm nach Sparta zurück.

### Episoden des Kriegszuges

#### Die Rekrutierung eines Heeres
Paris brachte mit der Verschleppung Helenas Schande über die Familie des Menelaos. Um der Würde und dem Ruhm der Atriden wieder zu neuem Glanz zu verhelfen, begann dieser umgehend, ein Heer zu mobilisieren, das stark genug sein sollte, die massiven Tore Trojas zu überwinden. Bei dieser Aufgabe kamen ihm die Treueide seiner früheren Konkurrenten, die um die Hand der schönen Helena angehalten hatten, zu Hilfe. Auf Rat des Odysseus hatte Helenas Vater Tyndareos sämtliche Werber um Helenas Hand vor der Entscheidung schwören lassen, dass sie dem Auserwählten in Zukunft gegen jeden Gegner beistehen würden. Da Helena viele Werber aus ganz Griechenland gehabt hatte, fiel es Menelaos nicht sonderlich schwer, eine mächtige Streitmacht aufzustellen.

#### Achilleus nimmt am Krieg teil

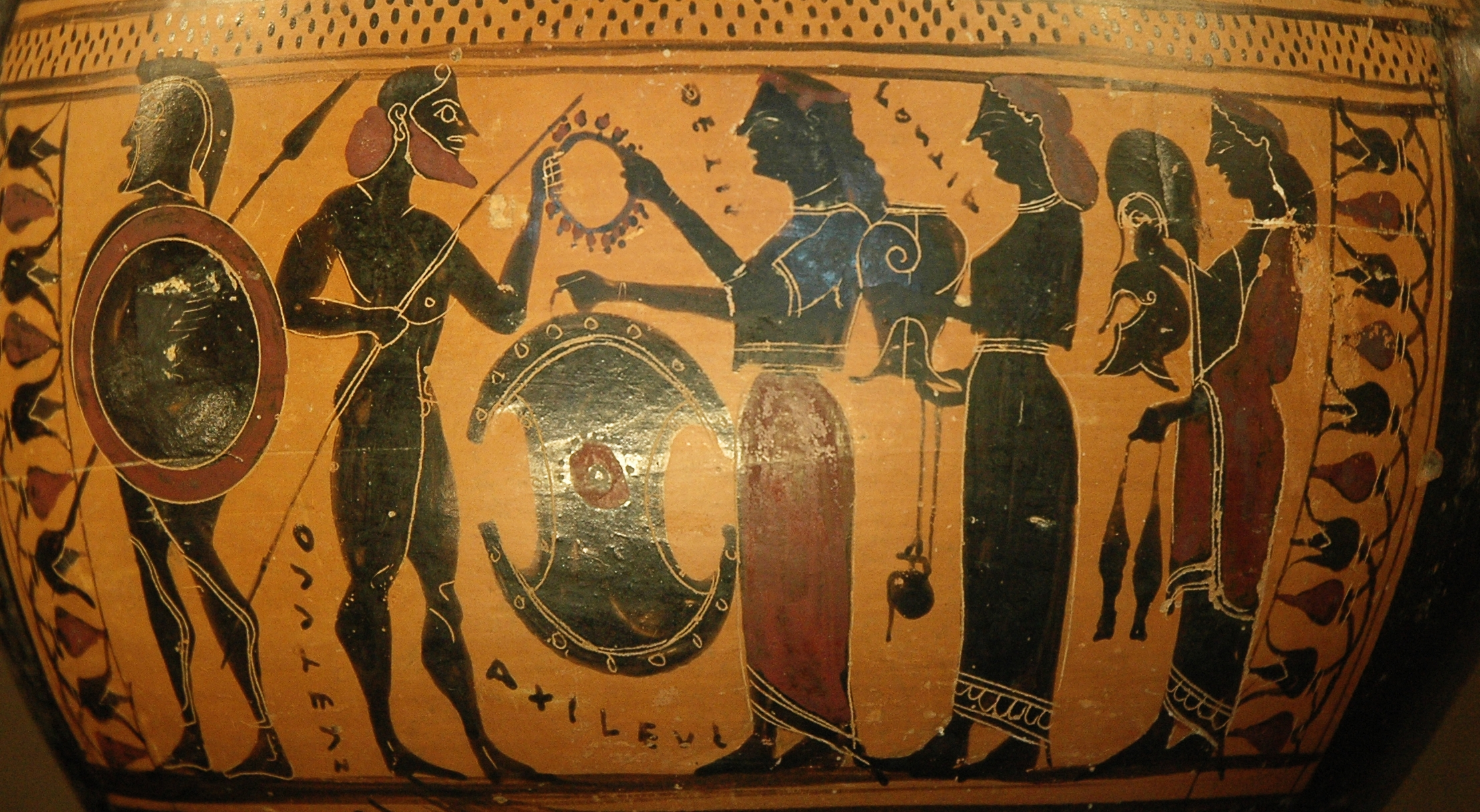
Thetis gibt ihrem Sohn Achilleus von Hephaistos geschmiedete Waffen

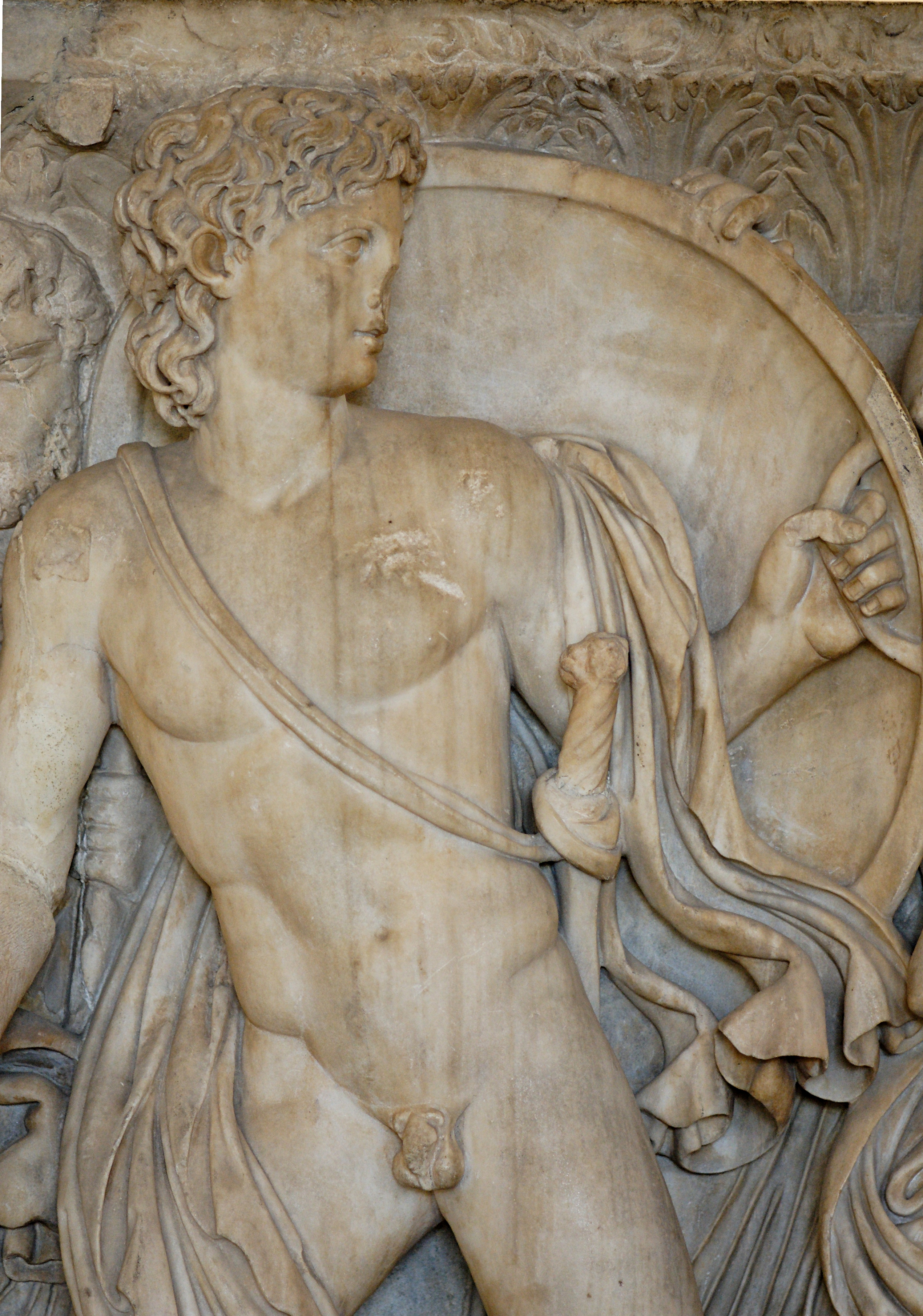
Achilleus am Hof des Königs Lykomedes (Louvre)

Die Achäer belagerten Troja neun Jahre. Dieser Teil des Krieges ist weniger erwähnt, die überlieferten Quellen sprechen bevorzugt über die Ereignisse im letzten Jahr des Krieges. Nach der ersten Landung war die Armee in ihrer Gesamtheit erst wieder im zehnten Jahr gesammelt. Thukydides folgert: Aus Mangel an Geld und aufgrund unzureichender Verpflegung überfielen sie zunächst trojanische Verbündete und verbrachten einige Zeit mit Landbau auf der thrakischen Halbinsel.
Der Seher Kalchas hatte vorhergesagt, dass die Griechen ohne die Teilnahme des Achilleus am Krieg Troja nicht besiegen würden. Thetis, Achilleus’ Mutter, wusste jedoch, dass Achilleus vor Troja fallen würde. Deshalb unternahm sie einiges, um ihren Sohn zu schützen. So verbarg sie ihn, als junges Mädchen verkleidet, am Hof des Lykomedes in Skyros. Dort hatte er ein Verhältnis mit Deidameia, die seinen Sohn Neoptolemos gebar.
Odysseus und Diomedes entlarvten seine Verkleidung, indem sie, als Händler auftretend, zum Hof kamen und ihn erkannten, als er ihre feilgebotenen Waffen bewunderte. Eine andere Geschichte berichtet, er habe beim Schall einer Trompete einen Speer zur Verteidigung ergriffen, anstatt zu flüchten. Begleitet von seinem Berater (Erzieher) Phoinix und seinem besten Freund Patroklos machte er sich daraufhin auf den Weg nach Troja. Für Achilleus ging es nur darum, dass sein Name nie vergessen würde.
Der „Zorn des Achilleus“ (sein Streit mit Agamemnon) ist das zentrale Motiv in dem Heldenepos „Ilias“ von Homer, der eine Episode von einundfünfzig Tagen herausgriff.

#### Agamemnon und Iphigenie

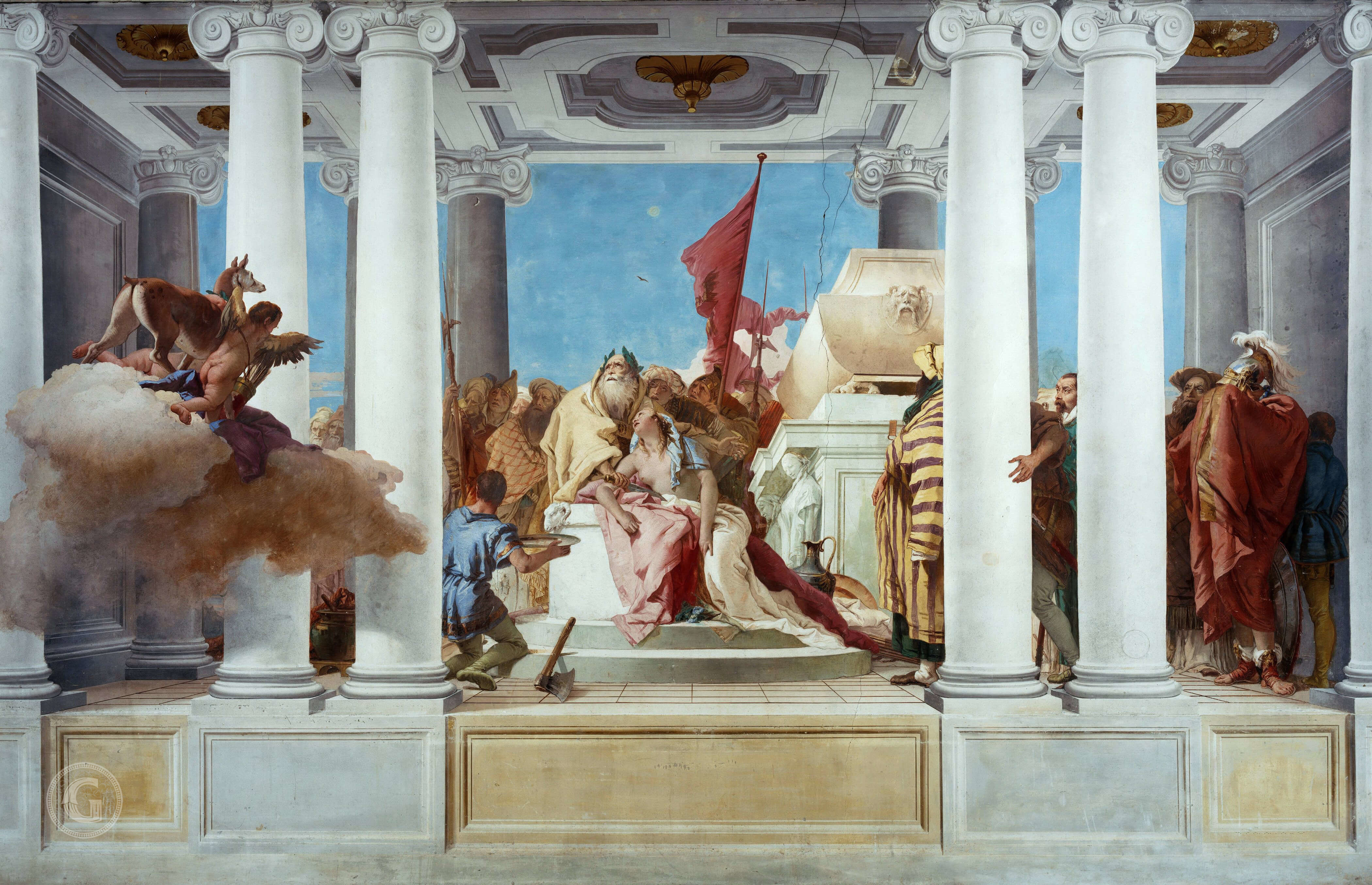
Die Opferung der Iphigenie (Giovanni Battista Tiepolo, 1757)

Artemis bestrafte Agamemnon, weil er eine heilige Hirschkuh in einem ihr geweihten Hain erlegt hatte und sich rühmte, der Göttin bei der Jagd überlegen zu sein. Sie verhinderte die Abfahrt von Agamemnons Flotte bei Aulis in Böotien, indem sie eine Windstille bewirkte. Das Orakel des Priesters Kalchas weissagte, dass Agamemnon seine Tochter Iphigenie der Göttin zur Sühne opfern müsse, um die Fahrt beginnen zu können.
Einige Versionen der Geschichte bestätigen, dass er seine Tochter opferte. Andere berichten, dass Artemis sie nach Tauris entrückte und an ihrer statt eine Hirschkuh geopfert wurde. Iphigenie diente dort auf der Krim den Tauriern als Priesterin der Göttin (siehe auch die Euripides-Tragödien Iphigenie in Aulis und Iphigenie bei den Taurern). Nach Hesiod wurde Iphigenie die Göttin Hekate.

#### Chryseis und Briseis
Achilleus hatte Briseis entführt und zu seiner Geliebten gemacht. Als Agamemnon aufgefordert wurde, das Orakel des Kalchas zu befolgen und seine eigene eroberte Bettgefährtin Chryseis, Tochter des Apollon-Priesters Chryses aus Chryse, ihrem Vater zurückzugeben und so den Zorn Apollons (die Pest im Griechenheer) zu beschwichtigen, bestand er auf Ersatz. Da Kalchas vor der Weissagung Achilleus um Schutz gebeten hatte, weil er wohl wusste, dass Agamemnon über seinen Spruch nicht erfreut sein würde, nahm Agamemnon, voller Hass auf Achilleus, diesem Briseis weg. Daraufhin bat Achilleus wutentbrannt und erfolgreich seine Mutter Thetis, Zeus zu bewegen, die Trojaner so lange in allen Gefechten siegen zu lassen, bis ihm Genugtuung gegeben worden sei, und weigerte sich fortan, am Kampf gegen die Trojaner und deren Verbündete teilzunehmen.

#### Hektors und Patroklos’ Tod
Als Achilleus nicht mehr an den Kampfhandlungen teilnahm und die Griechen deswegen in arge Bedrängnis gerieten, legte sein Freund Patroklos Achilleus’ Rüstung an und zog in die Schlacht. Hektor erschlug ihn im Zweikampf und erbeutete so die Rüstung des Achilleus. Dieser schwor, den toten Patroklos nicht zu bestatten, bis er Hektor getötet habe. Von seiner Mutter Thetis mit einer neuen, von Hephaistos gefertigten Rüstung ausgestattet (in der Schilderung des Schildschmucks bringt Homer einen Querschnitt griechischen Lebens), trat er zum Zweikampf mit Hektor an. Dieser war schon von Aias dem Großen (Ajax) verletzt worden; Achilleus jagte ihn dreimal um die Mauern Trojas, stellte und tötete ihn. Dreimal schleifte der Sieger den Leichnam des Getöteten am Streitwagen um Troja, gestattete jedoch – von Mitleid gerührt und unter Zureden seiner Mutter Thetis, die ihm zugleich auch Zeus’ Wünsche zur Freigabe des Leichnams überbrachte – dem König Priamos, Hektors Vater, der in der Nacht unter göttlichem Schutz mit einem Wagen voller Lösegeschenke zu ihm gekommen war, mit diesen den Leichnam seines Sohnes zur Bestattung freizukaufen. Für die Zeit der Bestattung und der Leichenfeier wurden elf Tage Waffenruhe vereinbart.
Das erste Wort der Ilias (menin) bedeutet „den Groll“. Indem Achilleus endlich Mitleid zeigt und den Leichnam des Hektor auslöst, ist der Bogen, den die Ilias beschreibt, vollendet. Der letzte Gesang des Epos bringt (im doppelten Wortsinn) die „Lösung“ (lysis).

#### Achilleus’ Tod

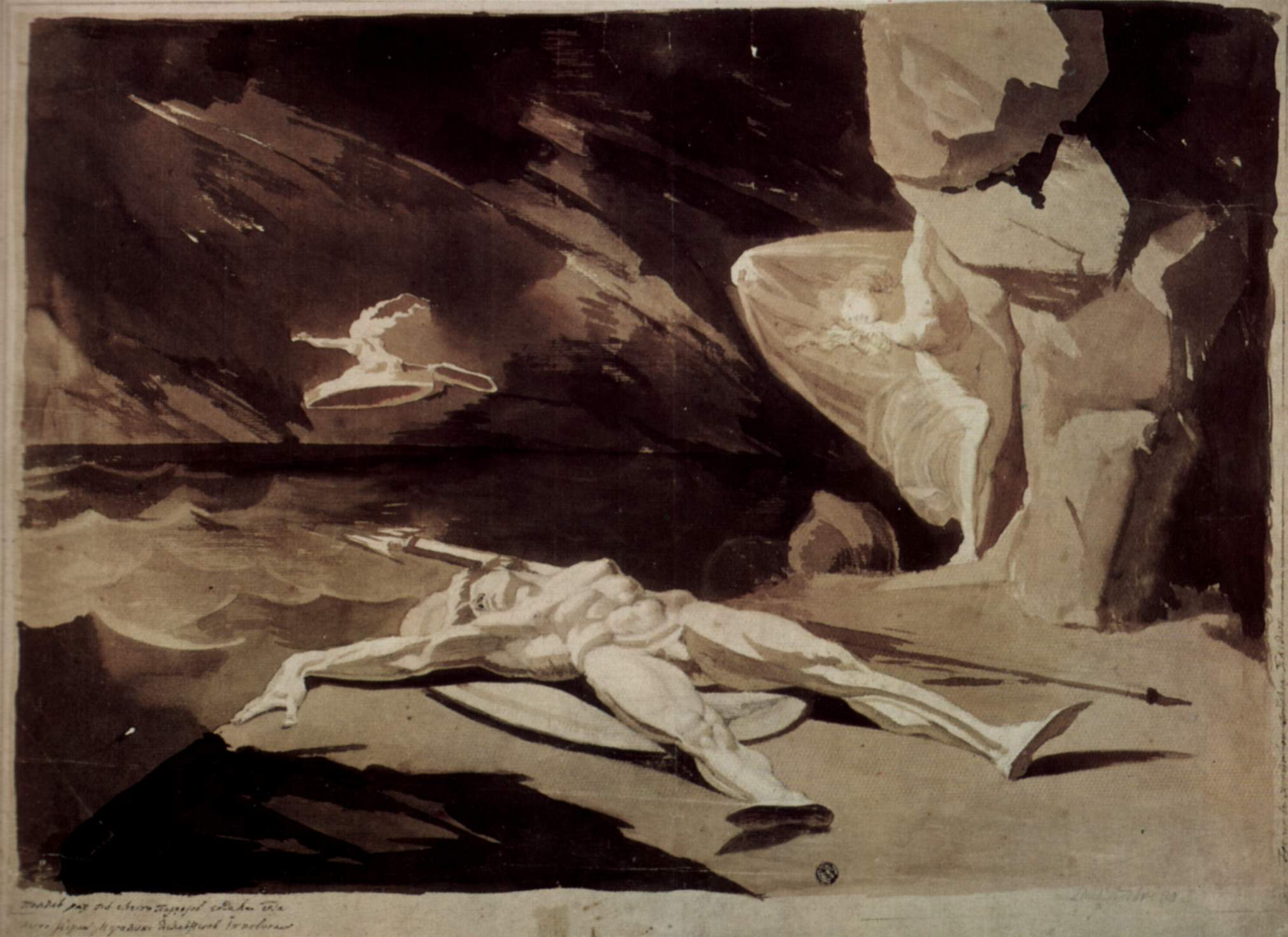
Thetis beweint den toten Achilleus (Johann Heinrich Füssli 1780)

Kurz nach Hektors Fall besiegte Achilleus noch Memnon aus Äthiopien, Kyknos aus Kolonai und die Amazonenkönigin Penthesilea, in die er sich noch in ihrem Todeskampf verliebte (nach manchen Versionen eine Liebesbeziehung gehabt hatte; manchmal heißt es gar, Achilleus habe sie nach ihrem Tod noch geschändet). Kurz darauf wurde er von Paris vor dem Skäischen Tor getötet: Dieser schoss ihm mit Hilfe des Apollon einen vergifteten Pfeil in seine Ferse (die Achillesferse war seine einzig verwundbare Stelle, vergl. Thetis). In anderer Version starb er durch einen Messerstich, als er bei einem Waffenstillstand die trojanische Königstochter Polyxena aufsuchte. Seine Gebeine wurden mit denen des Patroklos vereint, und genau wie Aias lebte er, der Legende nach, nach seinem Tode auf der Insel Leuke an der Donaumündung.

#### Achilleus’ Rüstung und der Tod des Aias

Aias von Salamis stürzt sich in sein Schwert, Eurytios-Krater (um 600 v. Chr.)

Nach Achilleus’ Tod stritten Odysseus und der Große Aias, der jetzt der erste Held der Griechen war, um Achilleus’ Waffen und Rüstung. Odysseus gewann den ausgeschriebenen Wettkampf (mit Hilfe der Göttin Athene), und Aias verfiel in Raserei und fiel über eine Herde Schafe her (die er in seinem Wahn für Griechen, den größten Widder für Odysseus, hielt). Als er wieder bei Sinnen war, stürzte er sich, aus Scham über seine Tat, in sein eigenes Schwert.

#### Orakelsprüche
Die Griechen nahmen Helenos, einen Seher und Sohn des Priamos, gefangen, als sie schon seit fast 10 Jahren vor Troja lagen. Sie folterten ihn, bis er ihnen die Bedingungen für die Eroberung Trojas verriet. Die Griechen müssten im Besitz der Pfeile des Herakles sein (die Philoktetes besaß), das trojanische Palladion stehlen, ein heiliges Götterbild der Pallas Athene, und den Sohn des Achilleus, Neoptolemos, in ihren Reihen haben.
Die Voraussage eines weiteren Orakels, dass der erste Grieche, der von den Schiffen an Land gehe, auch als erster umkommen werde, wurde durch Protesilaos, den Anführer der Phylaker, erfüllt.

#### Philoktetes
Philoktetes war Herakles’ Freund und Waffenträger gewesen und erhielt nach dessen Tod seine todbringenden Pfeile (vergiftet mit der Galle der Hydra) und den Bogen, weil er dessen Scheiterhaufen entzündete, als sich sonst niemand dazu bereit fand. Er segelte als einer der Anführer auf Seiten der Griechen mit sieben Schiffen gen Troja. Auf dem Weg wurde er jedoch auf der Insel Chryse bei einer Rast von einer Schlange, wahrscheinlich einer Natter, gebissen. Da die Griechen seine Schmerzensschreie und die stinkende Wunde, die nicht heilte, nicht länger ertragen wollten, übernahm es Odysseus, ihn auf der Insel Lemnos auszusetzen.
Medon übernahm das Kommando über Philoktetes’ Männer; letzterer blieb mit seinen Waffen zehn Jahre lang alleine zurück. Philoktet war erzürnt, da man ihn in seiner Notlage wie ein krankes Tier ausgesetzt hatte und erst jetzt, da man seine Dienste benötigte, sich an ihn erinnerte. Odysseus wusste, dass Philoktet ihm keinesfalls aus freien Stücken in die Schlacht gegen Troja folgen würde. Daher stahl er heimlich die Waffen des Herakles und begab sich auf den Rückweg zum Feldlager des Agamemnon. Dies brachte Philoktet zur Raserei und er folgte Odysseus nach Troja. Auf dem Schlachtfeld angekommen, wurden seine Wunden von Asklepios oder dessen Sohn Machaon geheilt, und wenig später war er auch schon in die ersten Kämpfe mit den Trojanern verwickelt, in welchen er mit den vergifteten Pfeilen des Herakles den Paris tötete.

#### Der Raub des Palladions
Odysseus’ riskante Aufgabe, das Palladion (ein hölzernes Götterbild der Athene, das die Trojaner beschützte) zu stehlen, gehörte zu seinen schwierigsten Missionen. Es verbarg sich in einem Heiligtum hinter den Mauern Trojas. Eines Nachts gelang es ihm, als Bettler verkleidet, unbemerkt in Troja einzudringen. Nur Helena, die mittlerweile mit einem der anderen Söhne des Priamos vermählt war, erkannte Odysseus. Sie sehnte sich nach ihrer Heimat Sparta und so kam es, dass sie Odysseus den genauen Weg zum Palladion beschrieb und ihm Auskunft über die Anzahl der Wachen gab. Er schlich weiter zum Heiligtum und überrumpelte lautlos die Wachen. Als das Palladion sicher verstaut war, machte er sich auf den Rückweg zum Feldlager. Künftig mussten sich die Trojaner ohne diesen göttlichen Beistand verteidigen.

#### Diomedes

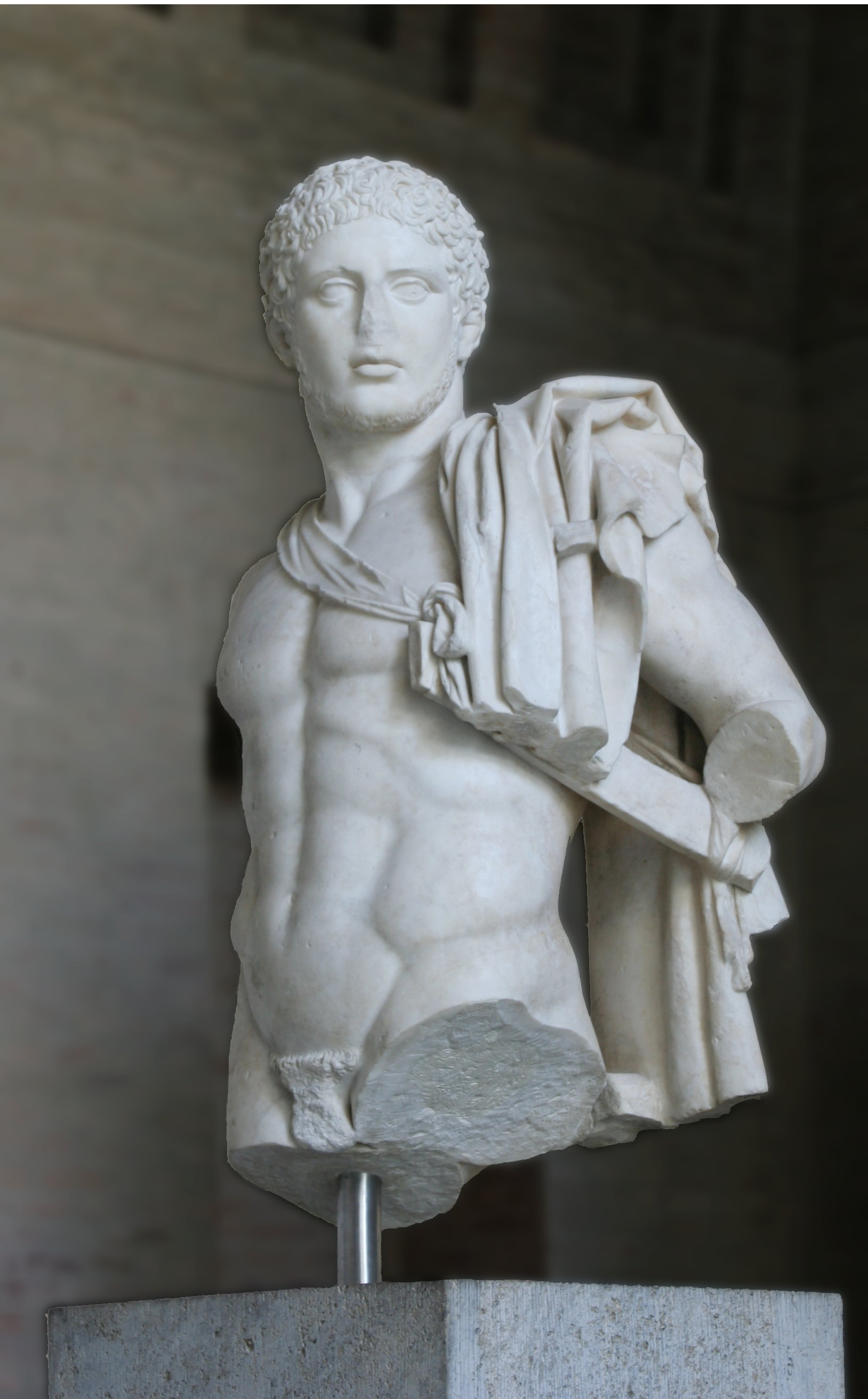
„Diomedes“, Kopie einer Statue des Kresilas (?) (430 v. Chr., Glyptothek München)

Diomedes gelang es beinahe, Aeneas im Kampf zu töten. Aphrodite, dessen Mutter, rettete ihn jedoch, indem sie ihn aus der Schlacht trug. Rasend vor Wut verletzte Diomedes sie dabei am Handgelenk, woraufhin Aphrodite ihren Sohn fallen ließ und weinend auf den Olymp floh, um sich von ihrer Mutter Dione trösten zu lassen. Aeneas wurde dann von Apollon in eine Wolke gehüllt und nach Pergamon gebracht, einem heiligen Ort in Kleinasien. Dort heilte und stärkte Artemis Aeneas übernatürlich. Als sich Diomedes später im Krieg im Zweikampf mit Hektor befand, erblickte er den auf Seiten der Trojaner kämpfenden Gott des Krieges, Ares. Diomedes forderte seine Soldaten zum geordneten Rückzug auf. Hera, die Mutter des Ares, sah dessen Einmischung und erbat sich von Zeus die Erlaubnis, ihn mit Hilfe seiner Schwester Athene vom Schlachtfeld zu vertreiben. Dann forderte sie Diomedes auf, Ares direkt anzugreifen. Seinen Speer lenkte Athene und verletzte Ares an der Weiche. Dieser floh darauf das Kampfgeschehen, ließ sich von Aphrodite trösten und pflegte seine Wunde sowie seine verletzte Eitelkeit. Unter dem Wüten des Diomedes wichen die Trojaner, den göttlichen Beistand vermissend, daraufhin zurück. Diomedes war damit der einzige sterbliche Grieche, dem es jemals gelang, gleich zwei der olympischen Götter zu verwunden.

#### Glaukos
Der Lykier Glaukos, ein Enkel des Bellerophon, und der Tydide Diomedes trafen sich voller Kampfgier auf dem Schlachtfeld. Diomedes wusste nicht, um wen es sich bei seinem Gegner handelte, während Glaukos sehr wohl wusste, mit wem er es zu tun hatte. Also sprach er „Diomedes, bereits mein Großvater Bellerophon war bei dem Deinen, Öneus, zu Gast.“ Diomedes stieß daraufhin seine Lanze in den Boden, erneuerte die Freundschaft zwischen den Geschlechtern und tauschte mit Glaukos dessen goldene Rüstung gegen seine eigene eherne.

#### Das Trojanische Pferd
Die Belagerung der Griechen trat in das zehnte Jahr, als Odysseus die kriegsentscheidende List ersann. Scheinbar die Belagerung aufgebend, hinterließen die Griechen ein riesiges von Epeios gebautes Holzpferd, in dessen Bauch einige Griechen unter dem Kommando des Odysseus verborgen waren. Die Griechen ließen Sinon zurück, der die Trojaner von der Echtheit des Geschenks überzeugte. Obwohl die Seherin Kassandra, die die Schwester von Hektor und Paris war, sie warnte, zogen die Trojaner das Pferd vor die Stadtmauern und brachen eine Bresche in ihre unerstürmbare Mauer, da das Pferd zu hoch für die Stadttore war. Nach der Siegesfeier der Trojaner konnten die im Pferd verborgenen Griechen unbemerkt das Stadttor öffnen und die zurückgekehrte Armee in die Stadt lassen. Troja wurde niedergebrannt, und nur wenige Einwohner konnten entkommen.

### Nach dem Krieg

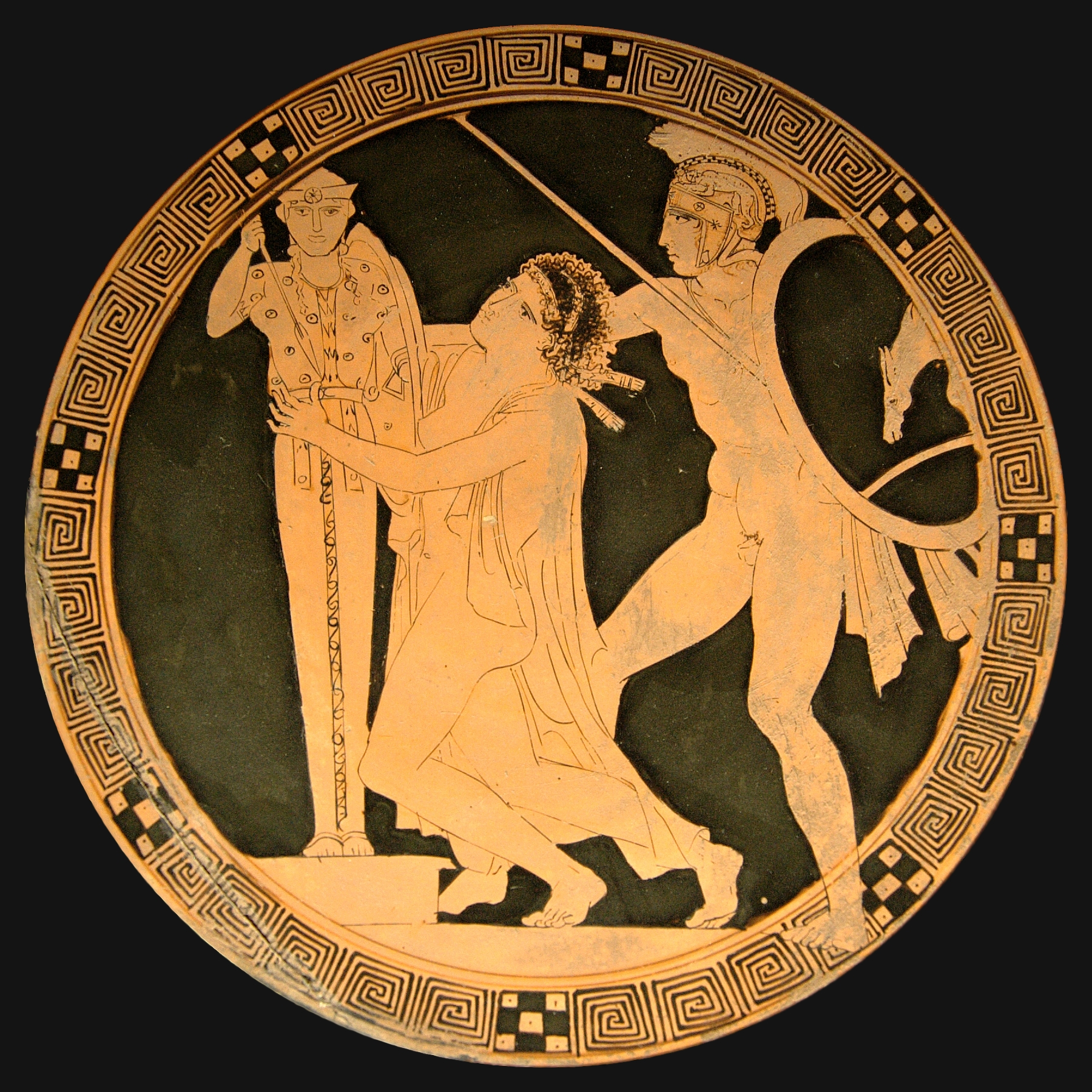
Aias der Lokrer bedrängt Kassandra im Tempel der Pallas Athene, Louvre

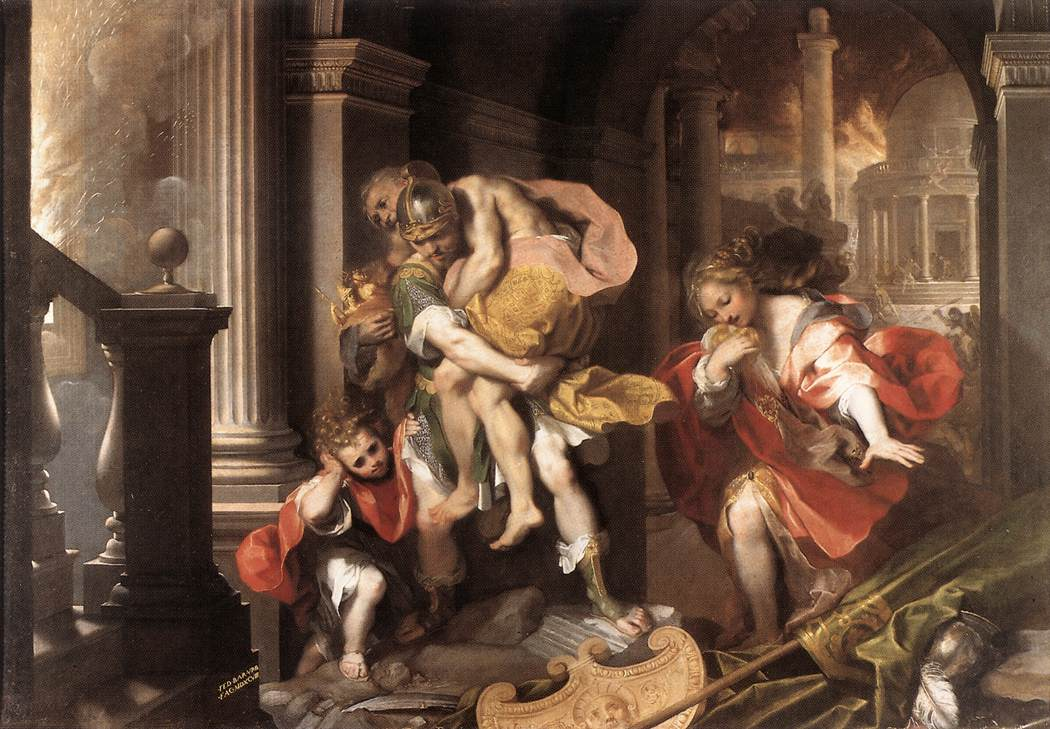
Aeneas flieht aus Troja (Federico Barocci 1598)

Dem Neoptolemos erschien der Geist seines Vaters Achilleus und verlangte, dass ihm seine Geliebte Polyxena vor der Rückkehr geopfert werde. Die Griechen trieben sie vor den Altar; dort tötete sie sich. Priamos’ Ehefrau Hekabe wurde eine Sklavin. Lykaon war bereits von Achilleus versklavt und bei einem Fluchtversuch getötet worden. Antenor, der Schwager und Ratgeber des Priamos, wurde verschont, da er immer zu Helenas Rückgabe an die Griechen geraten hatte. Kassandra wurde von dem Kleinen Aias vergewaltigt; sie wurde dann eine Konkubine Agamemnons und mit ihm in Mykene ermordet. (Vorausgesagt hatte sie alles, aber niemand glaubte ihr das; gemäß einem Fluche Apollons, dem sie sich verweigert hatte.) Neoptolemos versklavte Andromache, die Witwe des Hektor (und Helenos); später ehelichte er sie.
Krëusa wurde bei der Flucht aus Troja getötet. Ihr Ehemann Aeneas konnte gemeinsam mit seinem Herold Misenos, seinem Vater Anchises, dem Heiler Iapyx und seinem Söhnchen Askanios entkommen. Laut jüngeren römischen Sagen (Epen), insbesondere Vergils Aeneis, landete er nach langen Irrfahrten an der italienischen Küste, wo seine Nachkommen Rom gründeten. Da Aeneas göttlicher Abstammung (Mutter Aphrodite) war, konnte sich noch Gaius Iulius Caesar ihrer rühmen.

## Bearbeitungen des Themas

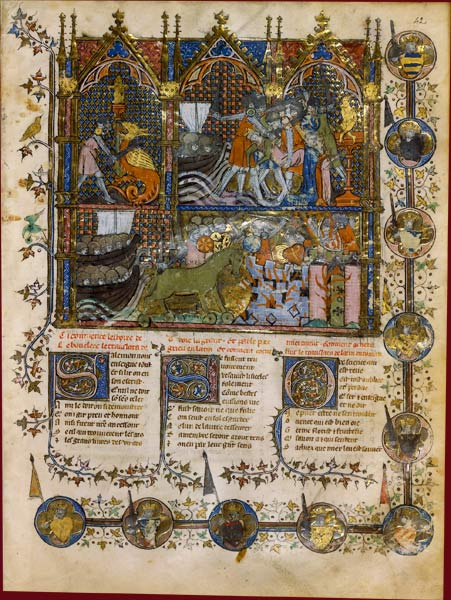
Roman de Troie von Benoît de Sainte-Maure mit der Entführung Helenas, der Belagerung und dem Brand Trojas, Handschrift aus dem 14. Jahrhundert

Der Trojanische Krieg inspirierte eine Reihe von Werken. Von Homers Ilias (teilweise) unabhängige antike Bearbeitungen des Themas sind neben den nur in Fragmenten überlieferten Werken des Epischen Zyklus:
- Die Troerinnen, Andromache und weitere Dramen des Euripides,
- Aias und weitere Dramen des Sophokles,
- Aeneis des Vergil,
- Posthomerica des Quintus von Smyrna
- Ephemeris belli Troiani des Dictys Cretensis,
- Acta diurna belli Troiani des Dares Phrygius und
- Excidium Troie in einem Manuskript der Sammlung von Richard Rawlinson.

Vor allem Dictys und Dares waren die Quellen für die mittelalterlichen Bearbeitungen. Da der griechische Text des Homer nicht mehr greifbar war und die Ilias nur noch in lateinischen Auszügen vorlag, galten diese beiden als die ältesten und verlässlichsten Quellen, da es sich um vorgebliche „Augenzeugenberichte“ des Trojanischen Krieges handelt, in denen auf das Eingreifen von Göttern völlig verzichtet wird. Die in der Chronographia des Johannes Malalas (6. Jahrhundert) und dem Epitome Historion des Johannes Zonaras (12. Jahrhundert) sich darstellende Überlieferung der byzantinischen Geschichtsschreibung war den Autoren des lateinischen Mittelalters natürlich ebenfalls nicht mehr zugänglich. Zu den von Dictys und Dares abhängigen mittelalterlichen Bearbeitungen des Stoffes zählt vor allem der Roman de Troie des Benoît de Sainte-Maure von 1161.
Davon abgeleitet gab es vielfache weitere Bearbeitungen des Stoffes in Latein, Französisch, Englisch, Deutsch, Italienisch, Spanisch und anderen Sprachen, die als Trojaromane bezeichnet werden und große Verbreitung fanden, schließlich gedruckt und bis in die Neuzeit gelesen wurden.
Zu nennen ist hier vor allem
- die Ylias Dareti Phrygii (1190) des Joseph von Exeter,
- die Historia destructionis Troiae (1297) des Guido delle Colonne, die zahlreiche Bearbeiter und Übersetzer fand, und
- das Buch von Troja (1392) des Hans Mair von Nördlingen.

Es gab aber auch epische Fassungen, wie den Trojanerkrieg des Konrad von Würzburg mit über 40.000 Versen sowie Prosaauflösungen. Eine Dramatisierung lieferte Georg Gotthart mit der Zerstoerung der grossen vnd vesten Koeniglichen Statt Troia oder Jlio, die 1598 in Solothurn aufgeführt wurde.
Als weitere Bearbeitungen sind zu nennen im ausgehenden Mittelalter Troilus & Criseyde von Geoffrey Chaucer, dann in der Neuzeit Shakespeares Troilus und Cressida, Les Troyens von Hector Berlioz und Der Trojanische Krieg findet nicht statt von Jean Giraudoux.
Es gibt verschiedene Übertragungen dieser Sagenstoffe ins Deutsche, man vergleiche nur Friedrich Schillers schwermütiges Gedicht Das Siegesfest. Die bekannteste stammt aus dem 19. Jahrhundert von Gustav Schwab (Schwabs klassische Sagen des Altertums), bis in die 1950er Jahre ein Hausbuch des deutschen Bürgertums – bis dahin setzte man bei jedem Abiturienten die ziemlich genaue Kenntnis des Trojanischen Krieges voraus. Eine speziell für Kinder geschriebene Übertragung stammt von Franz Fühmann (Das hölzerne Pferd). Zu erwähnen ist auch noch Christa Wolfs Erzählung, die 1983 in der DDR verfasst wurde, Kassandra (Christa Wolf), in der sie als Beispiel für weibliches Schreiben die weibliche, matriarchalische Sicht Kassandras und im Endeffekt ihrer Selbst auf die Ereignisse des Trojanischen Krieges und schließlich auch auf die Gegenwart schildert. So wird Troja zur Parabel für den Untergang des sozialistischen Europas.
Moderne Bearbeitungen stammen oft aus dem Bereich der Fantasy oder der historischen Spekulation, wie in Gisbert Haefs’ Umsetzung Troja von 1999, die mit einigen sehr eigenwilligen, aber oft auch überzeugenden, realistischen Interpretationen der überlieferten Legenden aufwartet.
Im Jahr 2002 veröffentlichte die deutsche Metal-Band Blind Guardian unter dem Titel And Then There Was Silence eine 14-minütige musikalische Nacherzählung des Stoffes.
Die Geschichte wurde auch zur Grundlage des Fernsehfilms Helena von Troja von 2003 und des Kinofilms Troja von Wolfgang Petersen aus dem Jahre 2004. Der Kinofilm weicht jedoch bezüglich der Handlung in sehr vielen Punkten von der antiken Überlieferung ab.
Der amerikanische Schriftsteller Dan Simmons setzte 2004 die Geschehnisse der Ilias in seinem Science-Fiction-Roman Ilium um.

## Wichtige Personen aus der Ilias

Karte Griechenlands nach Homer

### Auf griechischer Seite
- Akamas (Sohn des Theseus, Bruder von Demophon)
- Achilleus (durch Paris’ Pfeil umgekommen)
- Agamemnon (Anführer der Griechen, nach seiner Rückkehr von Klytaimnestra und ihrem Liebhaber Aigisthos ermordet)
- Aias der Telamonier (der „Große“ Aias, er tötet sich selbst)
- Aias der Lokrer (der „Kleine“ Aias, er vergewaltigt Kassandra und ertrinkt auf der Rückfahrt)
- Antilochos (fällt durch Memnons Hand)
- Automedon (Wagenlenker des Achilleus)
- Balios und Xanthos (Pferde des Achilleus, können sprechen)
- Demophon von Athen (Bruder des Akamas)
- Diomedes (Sohn von Tydeus und König von Argos, verwundet sowohl Aphrodite wie auch Ares)
- Epeios (Schiffszimmermann und Erbauer des trojanischen Pferdes)
- Eteoneus, Sohn von Boethoos, dem Diener des Menelaos. Er half Odysseus bei seiner Rückfahrt
- Eumelos, König von Pherai in Thessalien, Sohn des Admetos und der Alkestis. Er war einer der Krieger, die im Trojanischen Pferd steckten.
- Eurybates, Herold des Odysseus
- Eurypylos (König von Ormenion)
- Halaisos
- Idomeneus (Enkel des Minos, einer der Freier Helenas)
- Kanopus
- Machaon (Arzt, Sohn des Asklepios, fällt durch die Hand Penthesileas oder Eurypylos’)
- Medon (fällt durch Aineias’ Hand)
- Menelaos (Bruder Agamemnons, kehrt mit Helena unversehrt zurück und regiert Sparta noch lange)
- Menestheus (König von Attika)
- Neoptolemos (in der Aeneis: Pyrrhos, Sohn des Achilleus und der Deidameia)
- Nestor (kehrt heil nach Pylos zurück und regiert es noch lange)
- Nireus (fällt durch Eurypylos Hand)
- Odysseus (der „Listenreiche und Heldenhafte“, seine Heimreise und Heimkehr behandelt Homers Odyssee)
- Palamedes (wird durch Odysseus’ Heimtücke Opfer eines Justizmordes)
- Patroklos (Freund des Achilleus, fällt durch Euphorbos’ und Hektors Hand)
- Philoktetes (war mit Herakles befreundet, dessen Waffenträger und Erbe des Bogens mit den vergifteten Pfeilen)
- Podarkes (Bruder von Protesilaos, fällt durch die Hand Penthesileas)
- Podaleirios (Bruder Machaons, ebenfalls Arzt)
- Polypoites (Sohn von Hippodameia und Peirithoos, überlebte den Krieg)
- Protesilaos (älterer Bruder von Podarkes, fällt durch Euphorbos’, Hektors oder Aineias’ Hand)
- Sinon (ein Vetter des Odysseus, tischt den Troern Lügengeschichten über das Trojanische Pferd auf)
- Stentor (der Mann mit der Stentorstimme)
- Sthenelos (Sohn des Kapaneus)
- Teukros (Halbbruder des Großen Aias, Sohn des Telamon)
- Thersander (fällt durch Telephos’ Hand)
- Thersites (Lästermaul, erschlagen von Achilleus, nach Sophokles nicht)

### Auf trojanischer Seite
- Aeneas, Sohn des Anchises mit der Göttin Aphrodite und Vetter des Priamos, entkommt aus dem brennenden Troja.
- Agenor, Sohn von Antenor (fällt durch Neoptolemos’ Hand)
- Ainia
- Akastus (fällt durch die Hand Meriones/Aias’ des Großen)
- Anchises der blinde Vater des Aeneas
- Andromache ♀Frau des Hektor, nach dem Fall Trojas die Sklavin des Neoptolemos.
- Antiphus (fällt durch Agamemnons Hand)
- Asios König von Arisbe (fällt durch Idomeneus’ Hand)
- Askanios oder Iulus, Sohn des Aeneas, mythischer Stammvater der Julier
- Astyanax der Sohn des Hektor und seiner Gemahlin Andromache (wird als kleines Kind von Neoptolemos ermordet)
- Deiphobos Bruder von Hektor (fällt durch Menelaos’ Hand)
- Dolon wird von Odysseus und Diomedes gefangen, verhört und getötet.
- Euphorbos fällt beim Getümmel um Patroklos’ Leichnam durch Menelaos’ Hand
- Eurypylos (der Mysier fällt durch Neoptolemos’ Hand)
- Eurytion
- Glaukos König der Lykier, Enkel des Bellerophon, tauscht mit Diomedes die Rüstung, wird von Aias dem Telamonier erschlagen.
- Hektor Sohn von Priamos und Hekuba (fällt durch Achilleus’ Hand)
- Hekabe ♀ Frau des Priamos, Mutter von Hektor, Paris, Deiphobos, Helenos, Troilos, Kassandra, Polyxena, Polydoros
- Helenos der Seher, Zwillingsbruder von Kassandra, Bruder von Hektor, von Odysseus gefangen und gefoltert.
- Hiketaon
- Kassandra ♀(wird durch Agamemnons Frau Klytaimnestra ermordet)
- Kebriones (Halbbruder und Wagenlenker Hektors, fällt durch Patroklos’ Hand)
- Koroibos Ein Bewerber um die Hand Kassandras, von Diomedes getötet.
- Kyknos (fällt durch Achilleus’ Hand)
- Iapyx
- Laokoon der Seher (stirbt mit seinen Söhnen qualvoll (siehe auch Laokoon-Gruppe))
- Memnon, der Äthiopier (fällt durch Achilleus’ Hand)
- Mygdon
- Pandaros (fällt durch Diomedes’ Hand)
- Paris (= Alexandros), hatte Helena entführt und somit den Trojanischen Krieg ausgelöst, fällt durch Philoktetes’ Pfeil.
- Penthesilea ♀, die Königin der Amazonen, (fällt durch Achilleus’ Hand)
- Phorkys (fällt durch die Hand des Großen Aias)
- Polites (fällt durch Neoptolemos’ Hand)
- Polydamas
- Polyxena ♀(fällt durch Neoptolemos’ Hand)
- Priamos König von Troja, Vater von u. a. Hektor und Paris (erschlagen von Neoptolemos, Achilleus’ Sohn)
- Rhesos (fällt durch Diomedes’ Hand)
- Sarpedon der Sohn des Zeus und der Europa (fällt durch Patroklos’ Hand)
- Troilos Bruder von Hektor und Paris (fällt durch Achilleus’ Hand)
- Amphios und Adrastos, zwei Söhne des Merops Perkosios (fallen durch Diomedes’ Hand)

### Götter und Göttinnen
- Zeus (war neutral)
- Eris (löste den Krieg aus)

#### Auf griechischer Seite
- Athene
- Hera
- Hephaistos
- Hermes
- Thetis
- Poseidon

#### Auf trojanischer Seite
- Aphrodite
- Apollon
- Ares
- Artemis
- Leto
- Skamander, ein Flussgott

### Verbündete Griechen
1. Achaier (dies ist bei Homer der Name für die Griechen überhaupt, das Wort „Hellenen“ benutzte er noch nicht)
2. Abantes
3. Aigineten
4. Aitoler
5. Arkadier
6. Athener und Salaminier
7. Argiver und Tiryns
8. Boibeer (Thessalien)
9. Böoter
10. Dulichion
11. Eleer
12. Elone (Thessalien)
13. Enienes
14. Iolker (Thessalien)
15. Ithaker
16. Kreter
17. Lokrer
18. Magneten
19. Meliboia
20. Minyer
21. Mykener und Korinth
22. Myrmidonen
23. Oichalier
24. Ormenion (Thessalien)
25. Pheraier
26. Phylakia
27. Phoker
28. Pylier
29. Rhodier
30. Spartaner
31. Symer

### Verbündete der Trojaner
1. Aithiopen
2. Amazonen
3. Adrasteia
4. Halizonen
5. Dardaner
6. Kikonen (Thrakien)
7. Kolonaier
8. Lykien
9. Maeonia

Landkarte der Troas

10. Karer, die laut Homer auch Milet beherrschten
11. Mysianer (Thrakien)
12. Paionier (Illyrien)
13. Pelasger
14. Perkote (Troas)
15. Phryger (vor allem in der Troas)
16. Thraker (Thrakien)
17. Zeleia (Troas)

### Weitere Beteiligte
- Meges, Anführer der Epeaner oder Dulichier
- Mentes, König der Kikonen
- Mentes, König der Taphier